# Variação (pas seul)

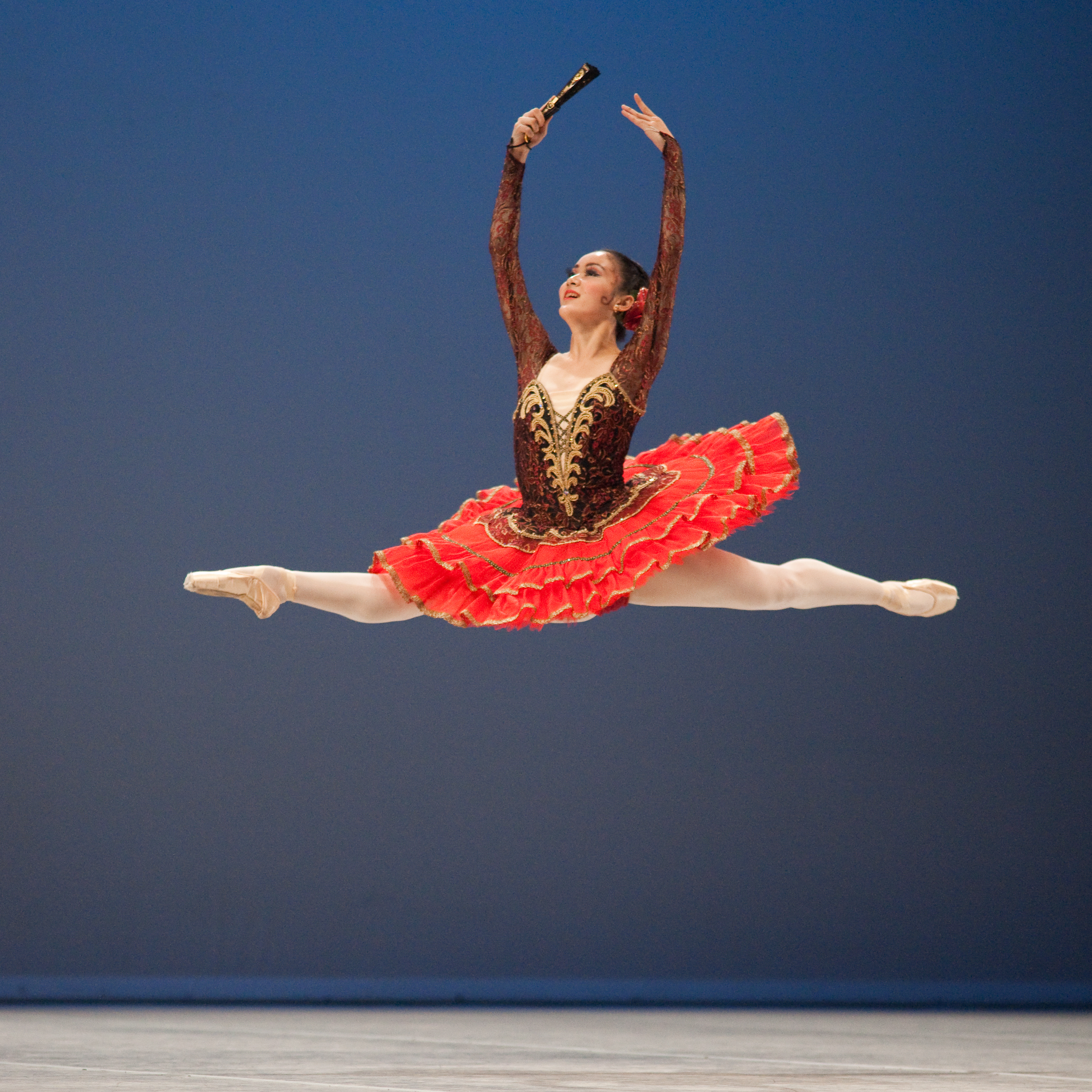
Hinano Eto como Kitri em Don Quixote, Prix de Lausanne, 2010

Na dança, uma variação, às vezes chamado pas seul (do francês "passo sozinho") é um trecho do balé que a bailarina dança solo.
Em um clássico grand pas de deux, a bailarina e seu partner executam uma variação cada uma durante o trecho (variação masculina e variação feminina).

## Exemplos
- La Bayadère – Gamzatti, Nikiya
- Coppélia – Swanhilda
- Le Corsaire – Medora
- Diana e Acteon – Diana
- Dom Quixote – Basílio, Kitri, Cupido
- O Quebra-Nozes – Fada da Ameixa Açucarada
- Bela Adormecida – Bluebird
- O Lago dos Cisnes – Odile (o Cisne Negro)